# De magische muiltjes
De magische muiltjes is een stripverhaal uit de reeks van Jerom, uitgegeven door de Standaard Uitgeverij in 1984.

## Locaties
- Clubhuisje van Dolly, Astroid[1], bos, Assepoesterplaneet, kasteel van Assepoester, kasteel van de stiefzuster van Assepoester, hut van Kobus, clubhuisje van Dolly

## Personages
- Jerom, Dolly, Bartje en andere kinderen, Astrotol, Bubo de uil, Assepoester, prins, bediende, graaf Gramschap, stiefzuster van Assepoester, stiefmoeder van Assepoester, Bertus en andere soldaten, Kobus de houthakker

## Het verhaal
Jerom is op visite bij Astrotol en ze ontdekken dat de wereld van Assepoester er verlaten uitziet. Dolly leest het sprookje van Assepoester voor aan de kinderen in het bos. Ze willen allemaal graag weten hoe het verhaal verder ging en Jerom en Dolly gaan met de tijmtrotter naar de planeet van Assepoester. Daar blijkt Assepoester te zijn ontvoerd door de stiefzuster en haar man. Ze hebben haar muiltjes afgenomen en daardoor werkt Assepoester als slavin voor hen. De prins moet afstand doen van de troon, als hij zijn vrouw terug wil zien. Dolly gaat naar de stiefzuster van Assepoester en biedt aan verhalen te vertellen. Met een list komt ze achter de verblijfplaats van Assepoester. Ze wil dit vertellen aan Jerom, maar stort neer met de tijmtrotter. Dolly raakt bewusteloos en wordt meegenomen door een houthakker. In zijn huisje vindt Dolly de muiltjes van Assepoester.
Jerom vindt Dolly en kan de houthakker verslaan, maar Dolly wordt meegenomen door soldaten. Jerom besluit naar Astrotol te gaan en hem om hulp te vragen. Astrotol heeft toverknollen gekweekt en wil deze gebruiken voor de oplossing van het probleem. Intussen komt Dolly in de cel bij Doornroosje terecht en vertelt dat ze snel bevrijd zal worden. Jerom wordt door een toverknol verkleind en kan zo het kasteel binnen komen. Hij bevrijdt Dolly en ze gaan met Astrotol naar de hut van Kobus. De muiltjes zijn begraven, maar worden toch gevonden door de vrienden. Ze geven de muiltjes aan Assepoester en hierdoor is ze niet meer weerloos. Assepoester keert terug naar haar prins en de vrienden reizen terug naar hun huis. De vrienden zien dat de stiefmoeder, de stiefzuster en haar man voortaan moeten schoonmaken in het paleis. Dolly vertelt de kinderen hoe het sprookje verder gaat en droomt die nacht van een volgend avontuur.